# Esther Petrack
Esther Alexandra Petrack (Gerusalemme, 31 marzo 1992) è una modella statunitense di origini israeliane.
È stata una delle concorrenti nella 15ª edizione ad America's Next Top Model. Esther è un'ebrea ortodossa da Boston, Massachusetts che è stata molto criticata per il suo voler conciliare la sua semi-professione di modella con la sua fede ebraica.

## Infanzia
Nata a Gerusalemme, ha vissuto in Francia quando era bambina ed è cresciuta a Brookline, Massachusetts. Ha frequentato la Maimonides School dove osservava la Kosher a mensa. Ha perso, però, il suo diploma di scuola superiore perché aveva affermato di dover andar a trovare dei parenti in Francia, mentre si era iscritta al reality show.

## America's Next Top Model
Esther ha partecipato alla 15ª edizione di America's Next Top Model durante il suo ultimo anno di liceo. È stata una delle prime ad essere descritta per la promozione dello show. La première della 15ª edizione è andata in onda durante la vigilia del Rosh haShana, il capodanno ebreo. Prima della messa in onda, infatti, Esther aveva scritto su Facebook che, data la sua osservazione verso le leggi ebraiche, non sarebbe stata in grado di accendere la televisione prima di due giorni.
Esther è arrivata al 7º posto su 14 concorrenti.

## ANTM e l'ebraismo
La produzione permise ad Esther di seguire le leggi alimentari del kosher, ma le avevano assegnato un budget limitato e settimanale per l'acquisto degli alimenti e delle stoviglie usa e getta. Nella puntata del 20 ottobre, un intero segmento della puntata è stato dedicato al giudaismo di Esther e il grado in cui si differenziava da lei le altre ragazze.
Durante il segmento, Jane Randall le chiede di dire qualcosa in ebraico (lei risponde: "Shmi Esther"-Il mio nome è Esther ") e la fotocamera zoomma sul mobile contrassegnato "mobile di Esther ", che contiene tutti i suoi materiali per il Kosher. Alcuni blog sono stati favorevoli al suo coinvolgimento, altri non l'hanno fatto.

## Controversie
Esther ha incontrato molte critiche dal mondo ebraico ortodosso alla sua partecipazione in uno show che è spesso pensato per essere pregiudizievole per l'immagine del corpo delle donne. Alcuni giornalisti delle riviste Tablet, Jewish Chronicle, e il Pacific Jewish Center sono stati delusi dalla risposta della ragazza di "Io lo farei", quando Tyra Banks le chiede se lei avrebbe rinunciato all'osservanza del sabato per partecipare allo spettacolo. Inoltre la Maimonides School, è stata molto critica nei confronti della sua partecipazione alla trasmissione.
Il 19 ottobre 2010, la madre di Esther, Marina, ha risposto alle accuse secondo cui la figlia avrebbe rinunciato alla sua osservanza religiosa per un posto nello show, definendo le accuse "scandalose" e accusando la redazione di America's Next Top Model di aver estratto quelle quattro parole, "Io lo farei," da una "lunga conversazione sui principi e le leggi dello shabbat e come Esther stava progettando di osservarli".

## Post ANTM
A partire dal giugno 2011 Esther ha iniziato a lavorare come cameriera a Gerusalemme mentre studiava all'Università Ebraica in ebraico, con l'intenzione di iniziare i suoi studi universitari alla Barnard College nell'autunno 2011. Inoltre ha firmato con l'ADD agenzia di moda israeliana e ha lavorato con Grip per la sua collezione inverno 2010/2011.